# Cristina Sanudo
Cristina Sanudo föd cirka 1395, född 12 december 1471, var en dogaressa av Venedig, gift med Venedigs doge Cristoforo Moro (r. 1462-1471).
Hon var dotter till Lionardo Sanudo och gifte sig med Cristoforo Moro 1412. Hon engagerade sig i textilindustrin, förbjöd en del importvaror och vad som sågs som frivolitet i nya kläd- och hårmoden: vid ett tillfälle vädjade kyrkan till henne att förbjuda hennes unga hovmän att bära långt hår. Hon var känd och populär för sitt engagemang i välgörenhet. Hon levde fortfarande vid dogens död 1471.